# 平成18年台風第15号
平成18年台風第15号（へいせい18ねんたいふうだい15ごう、アジア名：Xangsane）は、2006年9月に発生し、フィリピンに大きな被害を出した台風である。

## 概要

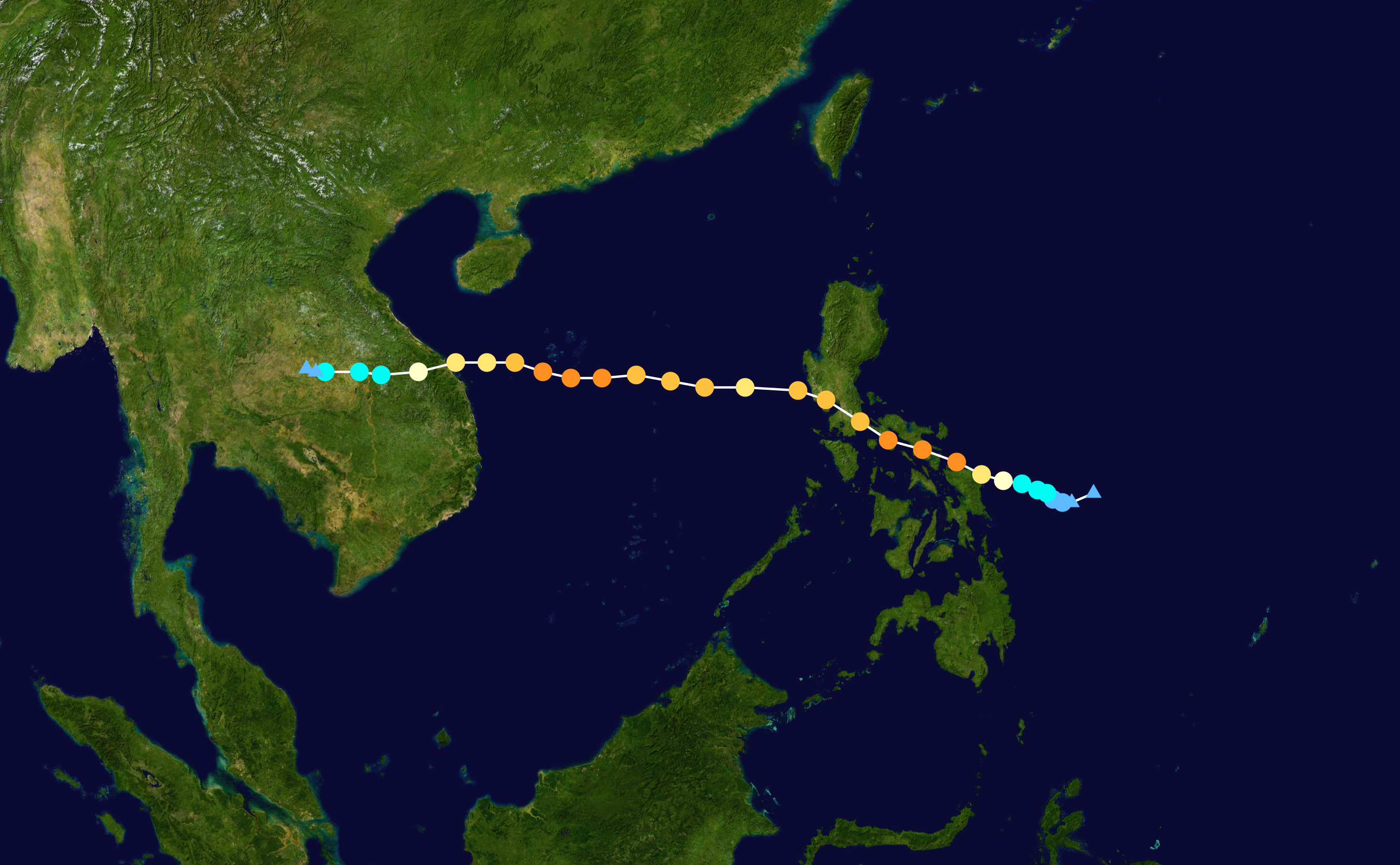
進路図

2006年9月26日9時に、フィリピン・サマール島の東で台風15号が発生し、アジア名「シャンセン（Xangsane）」と命名された。命名国はラオスで、「ゾウ」を意味する。また、フィリピン大気地球物理天文局（PAGASA）はこの台風について、フィリピン名「ミレニオ（Milenyo）」と命名している。台風は27日の夕方にフィリピン北部のルソン島へ上陸し、首都のマニラを直撃して各地に被害をもたらした後、南シナ海へと抜けた。そして、ベトナム中部に再上陸した後に消滅した。

## 被害・影響
この台風は、フィリピンに大きな被害をもたらした。首都のマニラを含め各地で土砂崩れが発生。28日午前からは、マニラ首都圏の92%など広範囲で停電が起き、4,300万人余りに影響した。マニラ市長は、マニラ市を災害地域と指定した。カヴィテ州のトリアスではダムの堤防が決壊し、30人以上が行方不明となった。ラグナ州の工業団地では天井崩落等が発生し、29人が負傷した。28日から29日にかけて、ルソン島各地の学校が臨時休校となり、公共機関も閉鎖となったほか、28日10時頃からニノイ・アキノ国際空港が一時閉鎖された。また、南ルソン高速道路などの幹線道路が、倒木などで通行止めとなった。そのほか、フィリピン国内での株と為替の取引が中止された。フィリピンの大統領グロリア・アロヨは、滞在先のパンパンガ州で4時間ほど足止めされたという。

## 被害写真

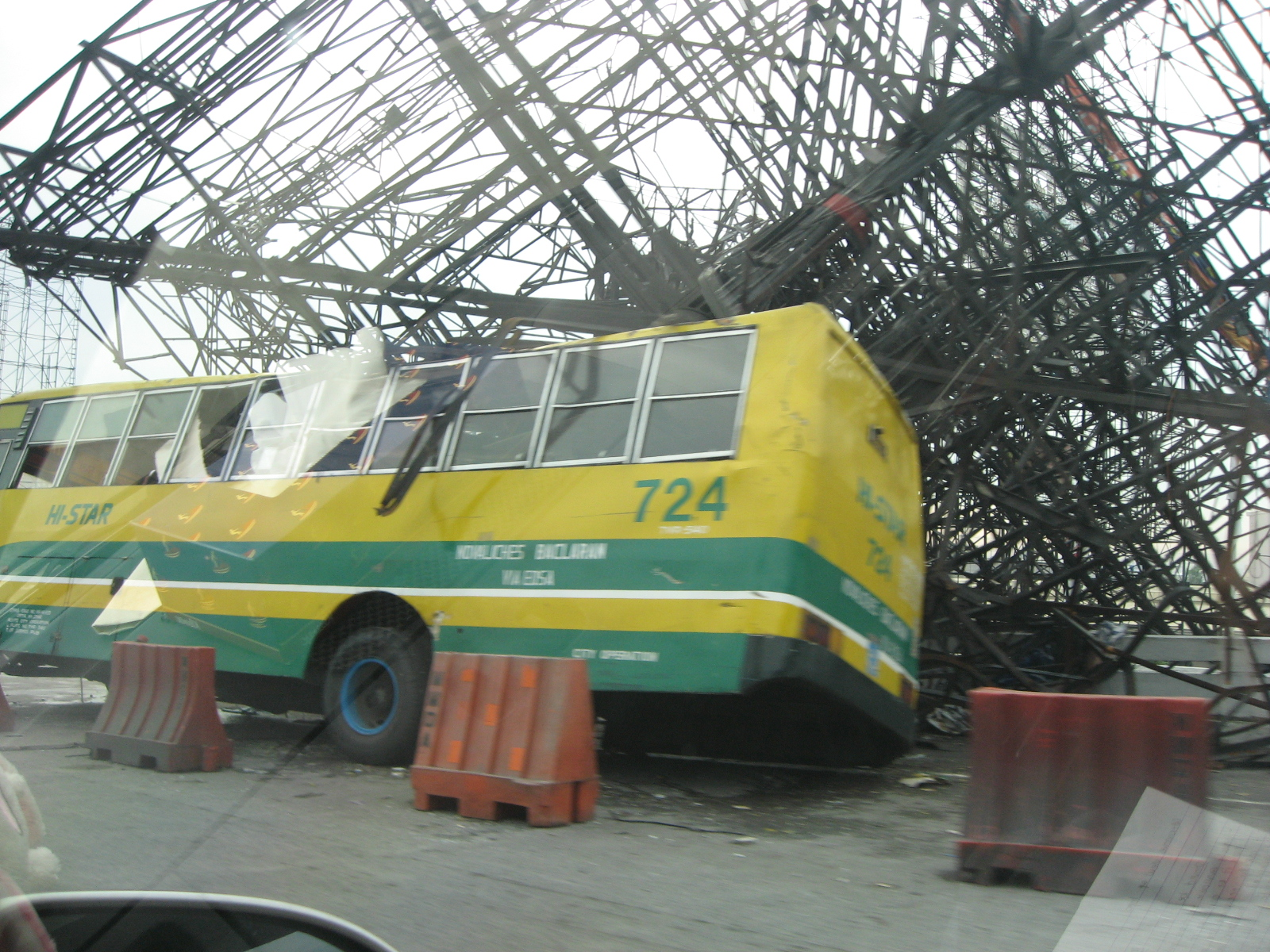
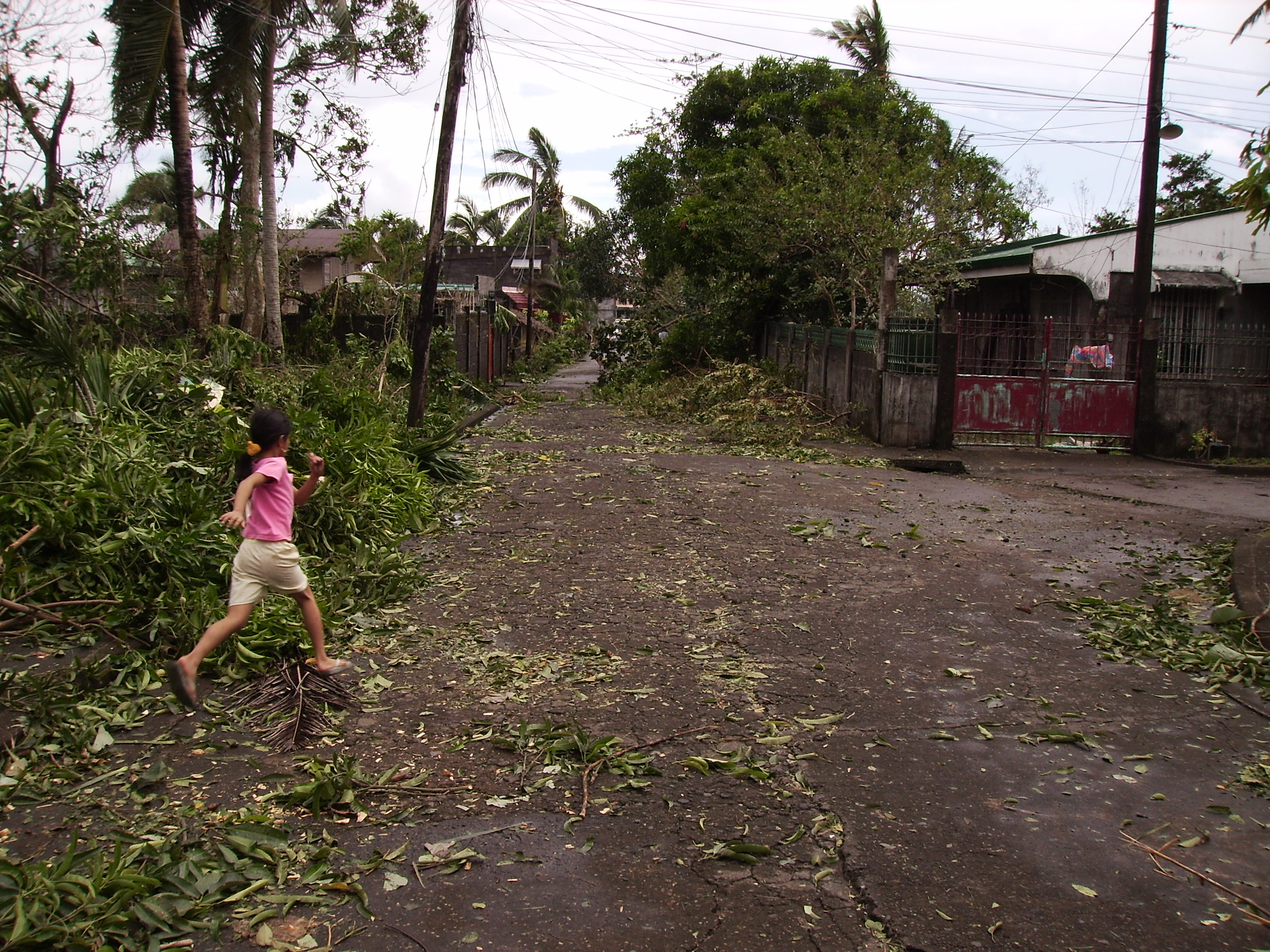
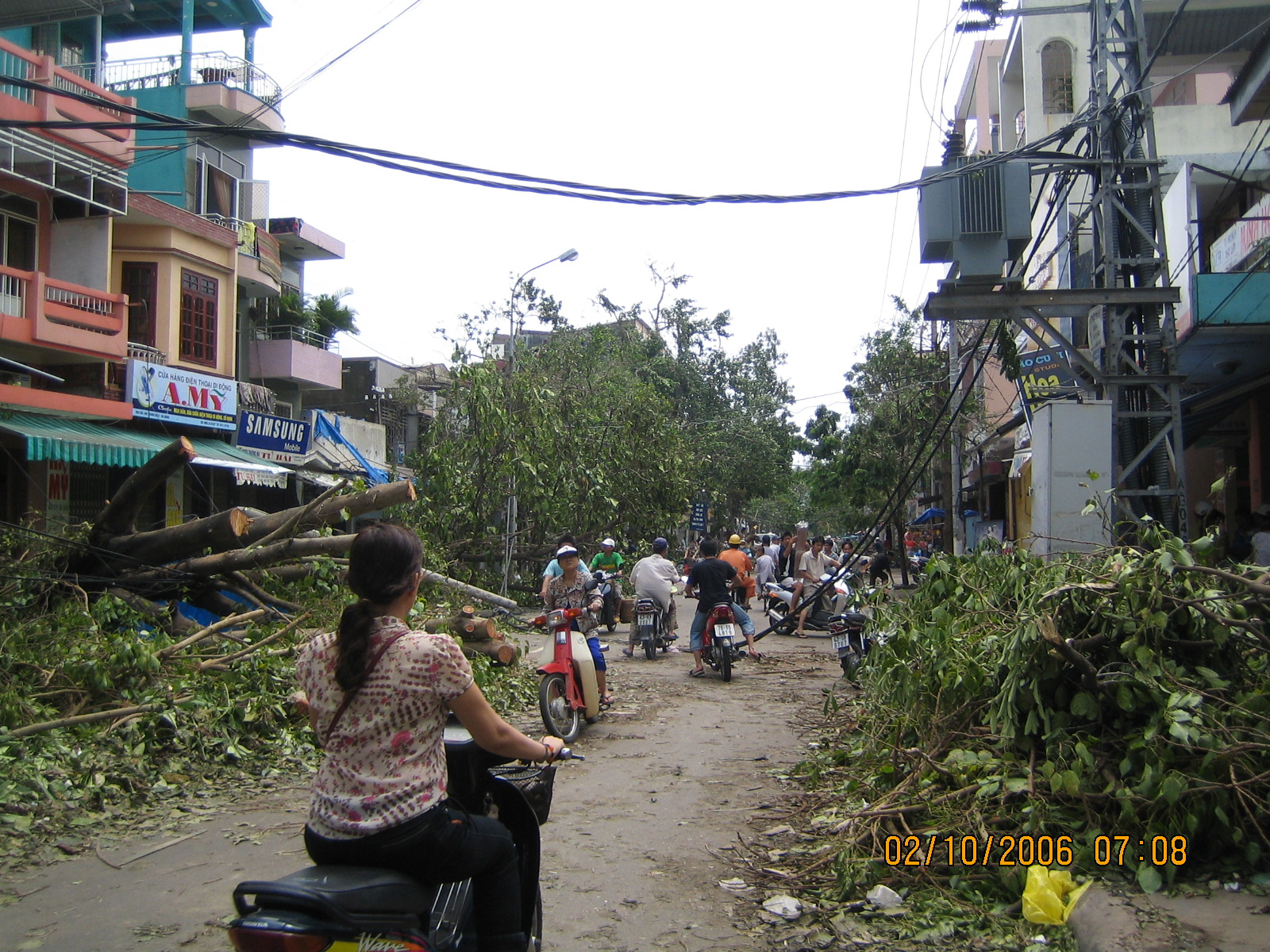
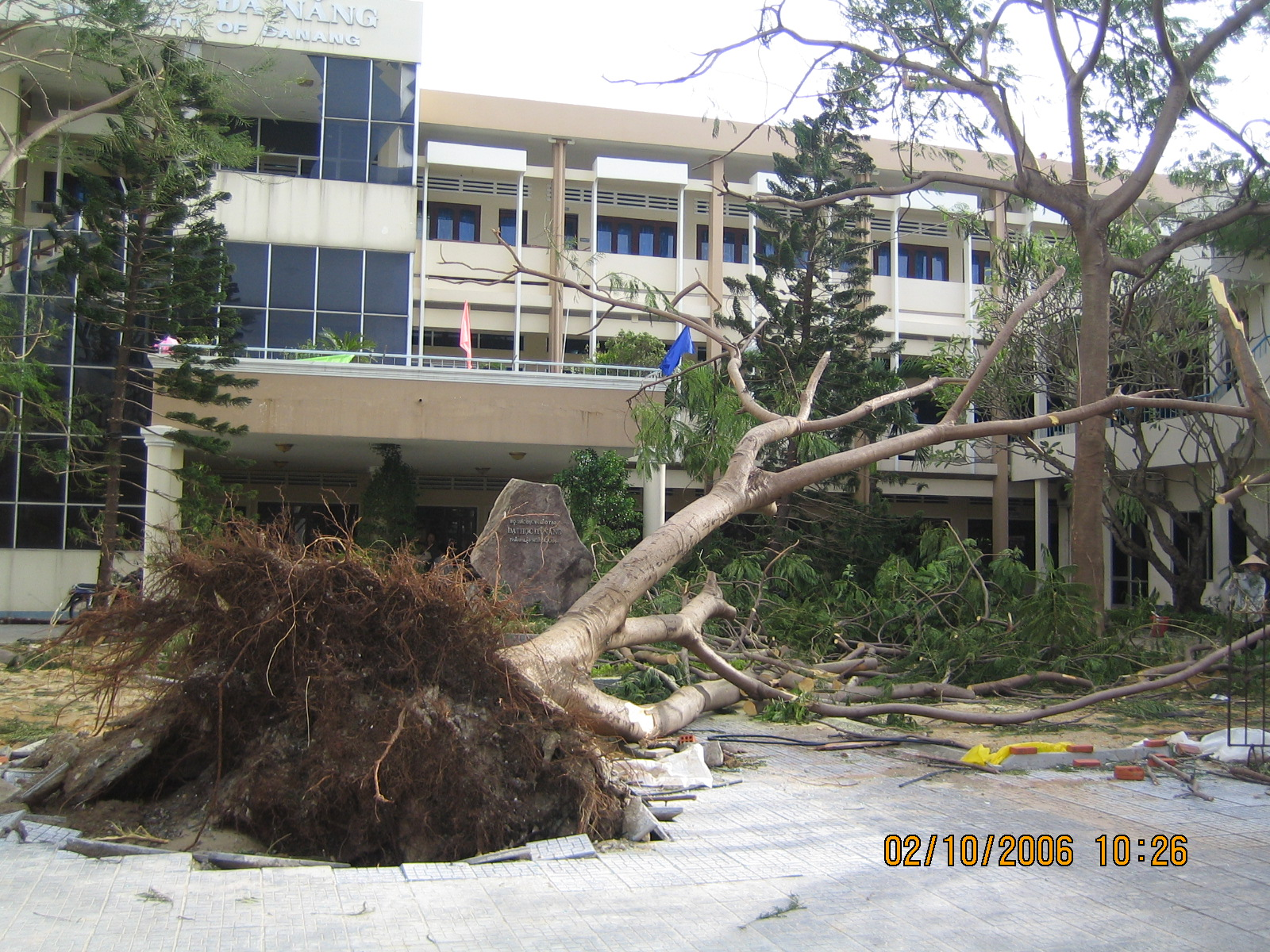

## その他
この台風のアジア名である「シャンセン」は、この台風限りで使用中止となり、次順からは「リーピ（Leepi）」というアジア名が使用されることになった。